# П'єр Деланое
П'єр Деланое (фр. Pierre Delanoë, справжнє ім'я — П'єр Шарль Марсель Наполеон Леруа (фр. Pierre Charles Marcel Napoléon Leroyer; 16 грудня 1918, Париж — 27 грудня 2006, Пуассі) — французький поет-пісняр, автор понад 5 000 пісень для провідних виконавців другої половини XX століття, серед яких Едіт Піаф, Джо Дассен, Жильбер Беко, Тіно Россі, Джонні Голлідей, Мішель Фюген, Мінуш Бареллі, Мішель Сарду та інші. Президент асоціації SACEM (Спілки авторів, композиторів і музичних видавців) у кілька каденцій; лауреат почесних нагород, серед яких орден «Командор Ордену мистецтв і літератури».

## Біографія

### Ранні роки та освіта
П'єр Шарль Марсель Наполеон Леруа народився 16 грудня 1918 року в місті Париж, Франція. Його батько працював у великій друкарні, мати викладала ремеслу крою викрійок. П'єр навчався на юриста, отримавши диплом із правознавства, але замість практичної юридичної кар'єри обрав державну службу. У роки Другої світової війни служив державним службовцем, уникаючи прямих бойових дій, та слухав радіопередачі «Radio London» у нічний час. Цивільна служба тривала до середини 1950-х років.

### Початки творчої діяльності
Після визволення Франції з братом дружини, Франком Жеральдом, почав писати гумористичні виступи для дуету й виступати в кабаре. Для своєї професійної кар'єри він взяв дівоче прізвище своєї бабусі Деланое. Одні з перших проданих текстів, зокрема «Je cherche un mari», були написані для співачки Марі Бізе. Згодом Жеральд представив Деланое молодому композитору та виконавцю Франсуа Сілі, який узяв псевдонім Жильбер Беко. Деланое написав для нього слова до пісні «Mes mains», яку виконала люксембурзька співачка Люс'єн Буає. Відтоді розпочалося багаторічне співробітництво між Деланое та Беко, яке завершилось понад 300 написаними текстами для співака від Деланое, серед яких такі знакові твори: Le Jour où la pluie viendra, Nathalie (історія французького студента й російської перекладачки, одна з найвідоміших пісень співака), Et maintenant (англомовна адаптація пісні What Now My Love?), Je t'appartiens (стала хітом після перекладу англійською під назвою Let It Be Me у виконанні The Everly Brothers), L'Orange та La Solitude.

### Плодотворна діяльність 1950–70-х років
У 1955 році Деланое став одним з творців французького радіо Europe 1 як програмний директор, започаткувавши сучасне програмування популярної музики. Його пісня «Salut les copains» дала назву однойменній радіопрограмі, яка відіграла ключову роль у формуванні культури музики є-є кінця 1950-х років. 1958 року Деланое організував запис концерту Едіт Піаф у Карнеґі-хол в Нью-Йорку — звукозапис доправили до Парижу авіатранспортом і транслювали наступного вечора.
У 1958 році Франція вперше перемогла на конкурсі пісні Євробачення з піснею «Dors mon amour» у виконанні Андре Клаво, написаною П'єром Деланое.

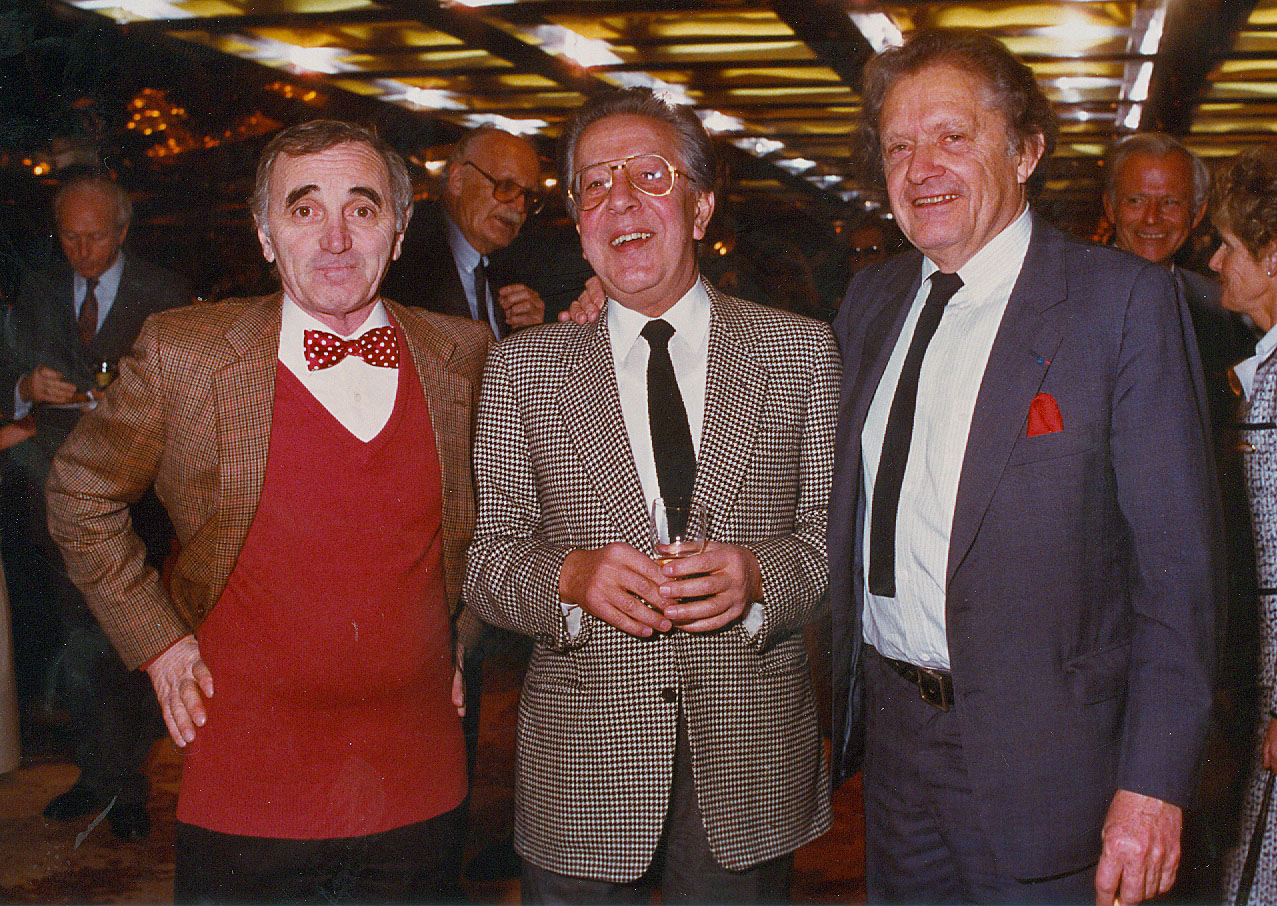
П'єр Деланое і Шарль Азнавур. 1998 рік.

Протягом 1960–70-х років Деланое співпрацював із низкою зіркових артистів, зокрема Едіт Піаф (Les Grognards), , Жульєт Греко (De Pantin à Pékin, C'était Paris en 1970), Тіно Россі (Deux amants), Юг Офре (Le Rossignol anglais, L'Épervier, Les Crayons de couleur, Stewball), Мішель Фюген (Je n'aurai pas le temps, Une Belle histoire), Франс Галль (Ne sois pas si bête, Dady da da), Ніколетта (Il est mort le soleil), Нана Мускурі (Que c'est bon la vie, Adieu Angelina), Мішель Польнареф (Le Bal des Laze), Жерар Ленорман (Quelque chose et moi, La Ballade des gens heureux, Si j'étais président), Джо Дассен (L'Été indien, Les Champs-Élysées, Et si tu n'existais pas, Le Chemin de papa, À toi), Ніколь Ріє (Et bonjour à toi l'artiste, яка посіла 4 місце на Євробаченні 1975 року, та En courant), Ніколь Круазіль (Un deuxième amour), Джонні Голлідей (Le Petit Clown de ton cœur, Derrière l'amour, Un homme comme les autres, Cet homme que voilà), Шарль Азнавур (декілька хітів середини 1960-х), Мірей Матьє (Qu'elle est belle, La Demoiselle d'Orléans, De Gaulle), Серж Реджані, Даліда (Jésus bambino, Monday, Tuesday... Laissez-moi danser, Salma Ya Salama, Fini la comédie, Comme disait Mistinguett), Ріка Зараї (Un mur à Jérusalem, Les jolies cartes postales), Клод Франсуа (Chante, pleure, Les Petites Souris, C'est de l'eau, c'est du vent, Le Musée de ma vie, Les Ballons et les Billes, Des pleurs sur l'oreiller, Moi je suis Français, Fred, La Pipe en bois, Nicolas François Dupont, Danse ma vie et Ève), Жак Брель (переклади бельгійських пісень) та ін. Багато з цих пісень стали знаковими в історії французької естради й були перекладені чи адаптовані іншими мовами.

### Опера, мюзикли та літературна діяльність
Разом із Луї Амадом та Жаком Еммануелем написав лібрето до опери «L'Opéra d'Aran» Жильбера Беко, що поєднувала класичні та рок-елементи. Прем'єра відбулася у жовтні 1962 року в Парижі, де постановка тривала два місяці й здобула культовий статус попри фінансові збитки.
У 1970-х Деланое адаптував тексти англомовних мюзиклів «Godspell» та «Ісус Христос — суперзірка» французькою мовою (лібрето для перших постановок у Франції).
Автор трьох книг про історію шансону («Histoire de la Chanson française», 1981; «Les Chansons du Siècle», 1993; «La Chanson: L'art populaire par excellence», 1997).
Написав кілька романів, серед яких «Le 19ᵉ Trou» (роман про світ ґольфу).

### Подальше життя
Упродовж кількох каденцій (1984—1986; 1988—1990; 1992—1994) очолював SACEM (Спілка авторів, композиторів і музичних видавців), відстоюючи права авторів пісень та композиторів у Франції та за кордоном. У 1997 році отримав почесний приз «Grand prix de la Poésie» від SACEM. Деланое доклав величезних зусиль для захисту прав авторів, оновлення тарифної політики та розширення присутності французької музики на міжнародній арені. Під його керівництвом SACEM розпочала низку проєктів із відшкодування авторських зборів за використання музики у телебаченні і радіо, а також у кіно.
31 березня 2004 року Деланое було вручено найвищу у Франції культурну відзнаку — Командор Ордена Мистецтв та літератури.
У липні 2006 року Деланое викликав суперечки, відкрито висловившись про реп-музику як «не музику, а викрики», назвавши її «формою вираження для тих, хто не здатний творити музику». Його критика потрапила у медіа, зокрема інтерв'ю на France Inter, викликавши дискусії про шансон та сучасну музичну культуру.

## Особисте життя
Деланое був одружений із Мішлін Жеральд (1917/1918 — 16 січня 2015), з якою виховав трьох дітей: П'єр-Дені, Сільві та Каролін.
27 грудня 2006 року вранці П'єр Деланое помер від серцевого нападу в лікарні Пуассі у віці 88 років. Його смерть широко висвітлювалася в медіа, серед яких інтерв'ю та статті в The Guardian, Le Monde та The Independent. Деланое похований на кладовищі Фурко, що розташований на південний схід від Пуассі. Його дружина була похована поряд із ним на кладовищі Фурко.

## Спадщина
Багатий доробок Деланое зайняв ключове місце в історії французької естрадної пісні: десятки його пісень увійшли до репертуару не лише французьких артистів, а й трансформувалися у світові хіти і надалі звучать у ретро-радіопрограмах, їх перекладали багатьма мовами. Як громадський діяч у сфері авторських прав, Деланое сприяв удосконаленню законодавства щодо роялті й захисту прав авторів пісень.